# Phenomenon (álbum de Thousand Foot Krutch)
Phenomenon es el segundo álbum de la banda Thousand Foot Krutch. Es el primer álbum sobre Tooth & Nail Records. El álbum fue lanzado el 30 de septiembre de 2003. Se muestra un estilo diferente al anterior álbum de la banda , con menos rap y en su lugar, una fusión de rock moderno y nu metal.

## Listado de canciones
Todas las canciones escritas por Trevor McNevan, Steve Agustín y Joel Bruyere.
1. "Phenomenom" – 2:59
2. "Step to Me" – 3:00
3. "Last Words" – 2:48
4. "This Is a Call" – 3:49
5. "Rawkfist " – 3:03
6. "Faith, Love and Happiness" – 2:54
7. "I Climb" – 3:24
8. "Quicken" – 2:51
9. "New Design" – 3:29
10. "Bounce" – 3:06
11. "Ordinary" – 3:09
12. "Break the Silence" – 3:04

## Personal
- Trevor McNevan - vocalista, guitarrista
- Steve Augustine - baterista
- Joel Bruyere - bajista